# Elbe II
Elbe II est une ancienne base allemande de sous-marins située à Hambourg. Construite au début de l’année 1941, elle survit sans grand dommage à la guerre, malgré de nombreux bombardement. Les bunkers sont plastiqués le 11 novembre 1945 par les Britanniques.

## Histoire

### Construction
Au début de la Seconde Guerre mondiale, les autorités allemandes cherchent à construire un nouveau bunker pour abriter des sous-marins à l’embouchure de l’Elbe. Le site choisi est celui du chantier naval Howaldtswerke, à l’extrémité orientale du bassin Vulkan, et les plans de l’ouvrage sont approuvés en 1940. La construction, réalisée par l’entreprise Dyckerhoff & Widmann AG commence à la fin de l’année 1940 et est achevée en mars 1941.

### Histoire opérationnelle
Une fois mise en service, la base sert principalement à armer les sous-marins de type XXI lorsqu’ils sortent des chantiers navals et d’atelier de réparation et de mise à niveau pour les anciens modèles. Avec l’intensification de la campagne de bombardement de l’Allemagne, le port de Hambourg devient une cible de choix et la base est régulièrement bombardée : plus de 3 000 t de bombes sont larguées sur le chantier naval en mars 1945, mais sans grand effet sur les bunkers. En avril cependant, les portes blindées des bassins sont soufflées lors d’un nouveau bombardement.
Hambourg se rend aux Britanniques le 3 mai 1945, les équipages des six sous-marins se trouvant dans la bassins à ce moment-là sabordent leurs bateaux : trois sont coulés directement dans la base, les autres dans le port. Dans les mois qui suivent la reddition allemande, les Britanniques remplissent le bunker de bombes allemandes capturées, qu’ils font exploser le 11 novembre 1945. Cela a pour effet de détruire le mur de soutènement intérieur, provoquant l’effondrement du toit.

### Après-guerre
À partir de 1949, les sous-marins encore accessibles sont récupérés et recyclés. Ce travail s’interrompt dans les années 1960 : les U-2505 et U-3004 se trouvent encore dans le bassin occidental, mais, bien qu’on puisse alors les apercevoir à marée basse, le volume des gravats ne permet pas de les sortir. Une tentative de démolition complète est effectuée dans les années 1960, mais l’opération est rapidement interrompue en raison du coût élevée qu’elle représente.
L’état du bunker devient un problème au début des années 1990, d’autant plus que, malgré l’interdiction, des visiteurs essaient régulièrement d’y pénétrer pour accéder aux sous-marins qui s’y trouvent encore. Craignant un accident, la municipalité de Hambourg envisage une nouvelle fois une démolition complète. Le coût de celle-ci étant toutefois évalué à la somme astronomique de 300 000 000 Deutsche Mark, elle opte pour une solution alternative consistant à rendre l’installation définitivement inaccessible en la remplissant de sable, opération qui s’achève le 8 octobre 1995.
Afin de permettre l’aménagement d’un parc à containers, les ruines sont finalement en grande partie détruites pendant l’été 2003 et les restes recouverts de terre.

## Architecture
La base compte deux bassins fortifiés et fermés par des portes blindées, mesurant chacun 112 m de long et 22 m de large, permettant d’accueillir en tout six sous-marin. En arrière des bassins se trouve la zone de travail, composée d’entrepôts et de bureaux au rez-de-chaussée et d’ateliers à l’étage.